# Cupa Campionilor Europeni 1959-1960
Sezonul '59-'60 al competiției europene inter-cluburi Cupa Campionilor Europeni la fotbal a fost câștigat de Real Madrid într-o finală împotriva lui Eintracht Frankfurt.

## Preliminarii

### Tragerea la sorți
Tragerea la sorți a meciurilor preliminarii a avut loc în localitatea Cernobbio din provincia Como, Italia, la data de 6 iulie 1959. Real Madrid, în calitate de deținătoare a trofeului a fost exceptată de la preliminarii. Celelalte 26 de formații au fost repartizate în două urne, pe criterii geografice. Primele două cluburi extrase din fiecare urnă calificându-se direct iar celelalte urmând a disputa meciuri de calificare.
| Urna 1 (Europa de nord): | RV & AV Sparta Rotterdam          | Boldklubben 1909 Odense            | OGC Nisa                   |
|                          | Shamrock Rovers FC Dublin         | Linfield FC Belfast                | RSC Anderlecht Bruxelles   |
|                          | AS la Jeunesse d'Esch-sur-Alzette | SG Eintracht Frankfurt von 1899 eV | ASK Vorwärts Berlin        |
|                          | ŁKS Łódź                          | Glasgow Rangers FC                 | Wolverhampton Wanderers FC |
|                          | Kuopion Palloseura                | IFK Göteborg                       |                            |
| Urna 2 (Europa de sud):  | BSC Young Boys                    | FK Steaua Roșie Belgrad            | Wiener Sport-Club          |
|                          | FC Petrolul Ploiești              | CDNA Sofia                         | Fenerbahçe SK Istanbul     |
|                          | TJ Steaua Roșie Bratislava        | Csepeli SC                         | Olympiacos SF Pireu        |
|                          | AC Milan SpA                      | FC Porto                           | FC Barcelona               |

| Echipa 1                          | Total | Echipa 2                   | Turul I | Turul II | Baraj |
| --------------------------------- | ----- | -------------------------- | ------- | -------- | ----- |
| OGC Nisa                          | 4 – 3 | Shamrock Rovers FC Dublin  | 3 – 2   | 1 – 1    |       |
| CDNA Sofia                        | 4 – 8 | FC Barcelona               | 2 – 2   | 2 – 6    |       |
| Wiener Sport-Club                 | 2 – 1 | FC Petrolul Ploiești       | 0 – 0   | 1 – 2    |       |
| Linfield FC Belfast               | 3 – 7 | IFK Göteborg               | 2 – 1   | 1 – 6    |       |
| AS la Jeunesse d'Esch-sur-Alzette | 7 – 2 | ŁKS Łódź                   | 6 – 0   | 1 – 2    |       |
| TJ Steaua Roșie Bratislava        | 4 – 1 | FC Porto                   | 2 – 1   | 2 – 0    |       |
| Fenerbahçe SK Istanbul            | 4 – 3 | Csepeli SC                 | 1 – 1   | 3 – 2    |       |
| Olympiacos SF Pireu               | 5 – 3 | AC Milan SpA               | 2 – 2   | 3 – 1    |       |
| Glasgow Rangers FC                | 7 – 2 | RSC Anderlecht Bruxelles   | 5 – 2   | 2 – 0    |       |
| ASK Vorwärts Berlin               | 2 – 3 | Wolverhampton Wanderers FC | 2 – 1   | 0 – 2    |       |

Calificată direct: SG Eintracht Frankfurt von 1899 eV (Kuopion Palloseura s-a retras).

### Turul I
| OGC Nisa                    | 3 – 2   | Shamrock Rovers FC Dublin |
| --------------------------- | ------- | ------------------------- |
| Foix 18', 63' Nurenberg 36' | Detalii | Turner 29' Hamilton 76'   |

| CDNA Sofia            | 2 – 2   | FC Barcelona                        |
| --------------------- | ------- | ----------------------------------- |
| Rakarov 16' Kolev 80' | Detalii | Suárez 21' Segarra 30' Martinez 61' |

| Wiener Sport-Club | 0 – 0   | FC Petrolul Ploiești |
| ----------------- | ------- | -------------------- |
|                   | Detalii |                      |

| Linfield FC Belfast | 2 – 1   | IFK Göteborg     |
| ------------------- | ------- | ---------------- |
| Milburn 23', 30'    | Detalii | B. Johansson 38' |

| AS la Jeunesse d'Esch-sur-Alzette              | 5 – 0   | ŁKS Łódź |
| ---------------------------------------------- | ------- | -------- |
| Theis 6' May 24' Schaack 55' Meurisse 80', 85' | Detalii |          |

| TJ Steaua Roșie Bratislava | 2 – 1   | FC Porto     |
| -------------------------- | ------- | ------------ |
| Gajdos 25' Scherer 77'     | Detalii | Teixeira 32' |

| Olympiacos SF Pireu        | 2 – 2   | AC Milan SpA      |
| -------------------------- | ------- | ----------------- |
| Papazoglou 20' Ifandis 44' | Detalii | Altafini 33', 72' |

| Fenerbahçe SK Istanbul | 1 – 1   | Csepeli SC  |
| ---------------------- | ------- | ----------- |
| Bartu 73'              | Detalii | Kisuczky 1' |

| Glasgow Rangers FC                            | 5 – 2   | RSC Anderlecht Bruxelles |
| --------------------------------------------- | ------- | ------------------------ |
| Millar 1' Scott 2' Matthew 50' Baird 65', 73' | Detalii | Stockman 52' Dewael 64'  |

| ASK Vorwärts Berlin   | 2 – 1   | Wolverhampton Wanderers FC |
| --------------------- | ------- | -------------------------- |
| Nöldner 24' Kohle 29' | Detalii | Broadbent 15'              |

### Turul II
| FC Petrolul Ploiești  | 1 – 2   | Wiener Sport-Club |
| --------------------- | ------- | ----------------- |
| Bădulescu-Bardatz 55' | Detalii | Horak 23', 28'    |

Wiener Sport-Club s-a calificat cu scorul general 2–1.
| Shamrock Rovers FC Dublin | 1 – 1   | OGC Nisa   |
| ------------------------- | ------- | ---------- |
| Hennessy 16'              | Detalii | Faivre 31' |

OGC Nisa s-a calificat cu scorul general 4–3.
| FC Barcelona                                             | 6 – 2   | CDNA Sofia               |
| -------------------------------------------------------- | ------- | ------------------------ |
| Kubala 6', 11' (pen.), 45' (pen.) Evaristo 39', 68', 78' | Detalii | Milanov 24' Martinov 57' |

FC Barcelona s-a calificat cu scorul general 8–4.
| IFK Göteborg                                     | 6 – 1   | Linfield FC Belfast |
| ------------------------------------------------ | ------- | ------------------- |
| Ohlsson 17', 18', 50', 62', 80' B. Johansson 48' | Detalii | Dickson 19'         |

IFK Göteborg s-a calificat cu scorul general 7–3.
| ŁKS Łódź                   | 2 – 1   | AS la Jeunesse d'Esch-sur-Alzette |
| -------------------------- | ------- | --------------------------------- |
| Szymborski 61' (pen.), 85' | Detalii | Jann 42'                          |

AS la Jeunesse d'Esch-sur-Alzette s-a calificat cu scorul general 6–2.
| AC Milan SpA         | 2 – 2   | Olympiacos SF Pireu |
| -------------------- | ------- | ------------------- |
| Danova 12', 26', 85' | Detalii | Psihos 68'          |

AC Milan SpA s-a calificat cu scorul general 5–3.
| Csepeli SC          | 2 – 3   | Fenerbahçe SK Istanbul                         |
| ------------------- | ------- | ---------------------------------------------- |
| Ughy 10' Németh 34' | Detalii | Küçükandonyadis 22' Șeref Has 47' Kalkavan 53' |

Fenerbahçe SK Istanbul s-a calificat cu scorul general 4–3.
| RSC Anderlecht Bruxelles | 0 – 2   | Glasgow Rangers FC       |
| ------------------------ | ------- | ------------------------ |
|                          | Detalii | Matthew 67' McMillan 72' |

Glasgow Rangers FC s-a calificat cu scorul general 7–2.
| FC Porto | 0 – 2   | TJ Steaua Roșie Bratislava |
| -------- | ------- | -------------------------- |
|          | Detalii | Kačáni 65' Dolinský 80'    |

TJ Steaua Roșie Bratislava s-a calificat cu scorul general 4–1.
| Wolverhampton Wanderers FC | 2 – 0   | ASK Vorwärts Berlin |
| -------------------------- | ------- | ------------------- |
| Mason 60' Broadbent 75'    | Detalii |                     |

Wolverhampton Wanderers FC s-a calificat cu scorul general 3–2.

## Optimi de finală
| Echipa 1                 | Total  | Echipa 2                           | Turul I | Turul II | Baraj |
| ------------------------ | ------ | ---------------------------------- | ------- | -------- | ----- |
| Boldklubben 1909 Odense  | 2 – 5  | Wiener Sport-Club                  | 0 – 3   | 2 – 2    |       |
| Real Madrid CF           | 12 – 2 | AS la Jeunesse d'Esch-sur-Alzette  | 7 – 0   | 5 – 2    |       |
| RV & AV Sparta Rotterdam | 4 – 4  | IFK Göteborg                       | 3 – 1   | 1 – 3    | 3 – 1 |
| AC Milan SpA             | 1 – 7  | FC Barcelona                       | 0 – 2   | 1 – 5    |       |
| BSC Young Boys           | 2 – 5  | SG Eintracht Frankfurt von 1899 eV | 1 – 4   | 1 – 1    |       |
| Glasgow Rangers FC       | 5 – 4  | TJ Steaua Roșie Bratislava         | 4 – 3   | 1 – 1    |       |
| FK Steaua Roșie Belgrad  | 1 – 4  | Wolverhampton Wanderers FC         | 1 – 1   | 0 – 3    |       |
| Fenerbahçe SK Istanbul   | 4 – 8  | OGC Nisa                           | 2 – 1   | 1 – 2    | 1 – 5 |

### Turul I
| Boldklubben 1909 Odense | 0 – 3   | Wiener Sport-Club        |
| ----------------------- | ------- | ------------------------ |
|                         | Detalii | Knoll 62', 75' Horak 82' |

| Real Madrid CF                                                  | 7 – 0   | AS la Jeunesse d'Esch-sur-Alzette |
| --------------------------------------------------------------- | ------- | --------------------------------- |
| Di Stéfano 25' Puskás 34', 62', 83' Herrera 43', 77' Mateos 53' | Detalii |                                   |

| RV & AV Sparta Rotterdam | 3 – 1   | IFK Göteborg |
| ------------------------ | ------- | ------------ |
| Daniels 23', 38', 48'    | Detalii | Jonsson 81'  |

| AC Milan SpA | 0 – 2   | FC Barcelona          |
| ------------ | ------- | --------------------- |
|              | Detalii | Verges 12' Suárez 16' |

| BSC Young Boys  | 1 – 4   | SG Eintracht Frankfurt von 1899 eV                         |
| --------------- | ------- | ---------------------------------------------------------- |
| Eugen Meier 23' | Detalii | Weilbächer 4' Stein 72' Bäumler 76' (pen.) Erich Meier 82' |

| Glasgow Rangers FC                          | 4 – 3   | TJ Steaua Roșie Bratislava                   |
| ------------------------------------------- | ------- | -------------------------------------------- |
| McMillan 1' Scott 43' Wilson 73' Millar 90' | Detalii | Scherer 16', 68' · Dolinský 29' · Matlák 43' |

| FK Steaua Roșie Belgrad | 1 – 1   | Wolverhampton Wanderers FC |
| ----------------------- | ------- | -------------------------- |
| Kostić 37'              | Detalii | Deeley 29'                 |

| Fenerbahçe SK Istanbul           | 2 – 1   | OGC Nisa    |
| -------------------------------- | ------- | ----------- |
| Bartu 37' [[Șeref Has\|Has]] 80' | Detalii | Milazzo 40' |

### Turul II
| AS la Jeunesse d'Esch-sur-Alzette | 2 – 5   | Real Madrid CF                                      |
| --------------------------------- | ------- | --------------------------------------------------- |
| Theis 10' Schaack 15'             | Detalii | Vidal 13' Mateos 18', 31' Di Stéfano 25' Puskás 29' |

Real Madrid CF s-a calificat cu scorul general 12–2.
| Wiener Sport-Club | 2 – 2   | Boldklubben 1909 Odense |
| ----------------- | ------- | ----------------------- |
| Hof 46', 55'      | Detalii | Bassett 40' Berg 52'    |

Wiener Sport-Club s-a calificat cu scorul general 5–2.
| IFK Göteborg                                    | 3 – 1   | RV & AV Sparta Rotterdam |
| ----------------------------------------------- | ------- | ------------------------ |
| Ohlsson 38' Hellmér 56' (pen.) N. Johansson 69' | Detalii | Schilder 73'             |

La scorul general 4–4 s-a disputat un meci de baraj.
| TJ Steaua Roșie Bratislava | 1 – 1   | Glasgow Rangers FC     |
| -------------------------- | ------- | ---------------------- |
| Tichý 89'                  | Detalii | Scott 69' · Millar 80' |

Glasgow Rangers FC s-a calificat cu scorul general 5–4.
| Wolverhampton Wanderers FC  | 3 – 0   | FK Steaua Roșie Belgrad |
| --------------------------- | ------- | ----------------------- |
| J. Murray 8' Mason 85', 89' | Detalii |                         |

Wolverhampton Wanderers FC s-a calificat cu scorul general 4–1.
| FC Barcelona                                | 5 – 1   | AC Milan SpA |
| ------------------------------------------- | ------- | ------------ |
| Kubala 10', 32', 69' Segarra 19' Czibor 38' | Detalii | Ferrario 38' |

FC Barcelona s-a calificat cu scorul general 7–1.
| SG Eintracht Frankfurt von 1899 eV | 1 – 1   | BSC Young Boys |
| ---------------------------------- | ------- | -------------- |
| Bäumler 68'                        | Detalii | Schneider 90'  |

SG Eintracht Frankfurt von 1899 eV s-a calificat cu scorul general 5–2.
| OGC Nisa            | 2 – 1   | Fenerbahçe SK Istanbul |
| ------------------- | ------- | ---------------------- |
| Foix 62' Faivre 76' | Detalii | Küçükandonyadis 83'    |

La scorul general 3–3 s-a disputat un meci de baraj.

### Baraj
| RV & AV Sparta Rotterdam             | 3 – 1   | IFK Göteborg   |
| ------------------------------------ | ------- | -------------- |
| Bosselaar 3' Crossan 23' Daniels 65' | Detalii | Berndtsson 35' |

RV & AV Sparta Rotterdam s-a calificat.
| OGC Nisa                                             | 5 – 1   | Fenerbahçe SK Istanbul |
| ---------------------------------------------------- | ------- | ---------------------- |
| Foix 7', 63' Milazzo 17' Faivre 31' De Bourgoing 59' | Detalii | Has 47'                |

OGC Nisa s-a calificat.

## Sferturi de finală
| Echipa 1                           | Total | Echipa 2                   | Turul I | Turul II | Baraj |
| ---------------------------------- | ----- | -------------------------- | ------- | -------- | ----- |
| OGC Nisa                           | 3 – 6 | Real Madrid CF             | 3 – 2   | 0 – 4    |       |
| FC Barcelona                       | 9 – 2 | Wolverhampton Wanderers FC | 4 – 0   | 5 – 2    |       |
| SG Eintracht Frankfurt von 1899 eV | 3 – 2 | Wiener Sport-Club          | 2 – 1   | 1 – 1    |       |
| RV & AV Sparta Rotterdam           | 3 – 3 | Glasgow Rangers FC         | 2 – 3   | 1 – 0    | 3 – 2 |

### Turul I
| OGC Nisa                       | 3 – 2   | Real Madrid CF       |
| ------------------------------ | ------- | -------------------- |
| Nurenberg 54', 67' (pen.), 72' | Detalii | Herrera 15' Rial 30' |

| FC Barcelona                               | 4 – 0   | Wolverhampton Wanderers FC |
| ------------------------------------------ | ------- | -------------------------- |
| Villaverde 8', 80' Kubala 16' Evaristo 65' | Detalii |                            |

| SG Eintracht Frankfurt von 1899 eV | 2 – 1   | Wiener Sport-Club |
| ---------------------------------- | ------- | ----------------- |
| Lindner 15' Erich Meier 60'        | Detalii | Skerlan 50'       |

| RV & AV Sparta Rotterdam | 2 – 3   | Glasgow Rangers FC                |
| ------------------------ | ------- | --------------------------------- |
| De Vries 41', 87'        | Detalii | Wilson 4' Baird 36' M. Murray 63' |

### Turul II
| Real Madrid CF                                  | 4 – 0   | OGC Nisa |
| ----------------------------------------------- | ------- | -------- |
| Pepillo 21' Gento 40' Di Stéfano 45' Puskás 51' | Detalii |          |

Real Madrid CF s-a calificat cu scorul general 6–3.
| Wolverhampton Wanderers FC | 2 – 5   | FC Barcelona                                     |
| -------------------------- | ------- | ------------------------------------------------ |
| J. Murray 35' Mason 78'    | Detalii | Martinez 29' Kocsis 44', 49', 74' Villaverde 85' |

FC Barcelona s-a calificat cu scorul general 9–2.
| Wiener Sport-Club | 1 – 1   | SG Eintracht Frankfurt von 1899 eV |
| ----------------- | ------- | ---------------------------------- |
| Hof 31'           | Detalii | Stein 59'                          |

SG Eintracht Frankfurt von 1899 eV s-a calificat cu scorul general 2–1.
| Glasgow Rangers FC | 0 – 1   | RV & AV Sparta Rotterdam |
| ------------------ | ------- | ------------------------ |
|                    | Detalii | van Ede 82'              |

La scorul general 3–3 s-a disputat un meci de baraj.

### Baraj
| Glasgow Rangers FC                                  | 3 – 2   | RV & AV Sparta Rotterdam          |
| --------------------------------------------------- | ------- | --------------------------------- |
| Verhoeven 28' (ag.) Baird 57' van der Lee 64' (ag.) | Detalii | Verhoeven 6' Bosselaar 76' (pen.) |

Glasgow Rangers FC s-a calificat.

## Semifinale
| Echipa 1                           | Total  | Echipa 2           | Turul I | Turul II | Baraj |
| ---------------------------------- | ------ | ------------------ | ------- | -------- | ----- |
| SG Eintracht Frankfurt von 1899 eV | 12 – 4 | Glasgow Rangers FC | 6 – 1   | 6 – 3    |       |
| Real Madrid CF                     | 6 – 2  | FC Barcelona       | 3 – 1   | 3 – 1    |       |

### Turul I
| SG Eintracht Frankfurt von 1899 eV                   | 6 – 1   | Glasgow Rangers   |
| ---------------------------------------------------- | ------- | ----------------- |
| Stinka 29' Pfaff 51', 55' Lindner 73', 84' Stein 86' | Detalii | Caldow 31' (pen.) |

| Real Madrid CF                 | 3 – 1   | FC Barcelona |
| ------------------------------ | ------- | ------------ |
| Di Stéfano 17', 84' Puskás 28' | Detalii | Martinez 37' |

### Turul II
| FC Barcelona | 1 – 3   | Real Madrid CF            |
| ------------ | ------- | ------------------------- |
| Kocsis 89'   | Detalii | Puskás 25', 75' Gento 68' |

Real Madrid CF s-a calificat cu scorul general 6–2.
| Glasgow Rangers FC           | 3 – 6   | SG Eintracht Frankfurt von 1899 eV                 |
| ---------------------------- | ------- | -------------------------------------------------- |
| McMillan 10', 54' Wilson 74' | Detalii | Lindner 6' Pfaff 20', 88' Kress 28' Meier 58', 71' |

SG Eintracht Frankfurt von 1899 eV s-a calificat cu scorul general 12–4.

## Finala
| Real Madrid CF | Real Madrid CF | SG Eintracht Frankfurt von 1899 eV | SG Eintracht Frankfurt von 1899 eV | Așezarea echipelor                                                          |
| | \| Finala \| \| 18 mai 1960, ora 19:00 la Glasgow (Hampden Park) \| \| Scor: 7 – 3 (2 – 1) \| \| Spectatori: 127.621 \| \| Arbitru: John Mowat, Scoția \| \| Detalii \|                                | \| Finala \| \| 18 mai 1960, ora 19:00 la Glasgow (Hampden Park) \| \| Scor: 7 – 3 (2 – 1) \| \| Spectatori: 127.621 \| \| Arbitru: John Mowat, Scoția \| \| Detalii \| |                                    | Așezarea echipelor Real Madrid CF versus SG Eintracht Frankfurt von 1899 eV |
| - Rogelio Domínguez - Marquitos - Pachín - José María Vidal - José Santamaría - José María Zárraga - Canário - Luis del Sol - Alfredo Di Stéfano - Ferenc Puskás - Francisco Gento Antrenor: Miguel Muñoz | - Egon Loy - Friedel Lutz - Hermann Höfer - Hans Weilbächer - Hans-Walter Eigenbrodt - Dieter Stinka - Richard Kress - Dieter Lindner - Erwin Stein - Alfred Pfaff - Erich Meier Antrenor: Paul Oßwald | |                                    | Așezarea echipelor Real Madrid CF versus SG Eintracht Frankfurt von 1899 eV |
| 1 – 1 Alfredo Di Stéfano (27) 2 – 1 Alfredo Di Stéfano (30) 3 – 1 Ferenc Puskás (46) 4 – 1 Ferenc Puskás (56, pen) 5 – 1 Ferenc Puskás (60) 6 – 1 Ferenc Puskás (71) 7 – 2 Alfredo Di Stéfano (73)        | 0 – 1 Richard Kress (18) 6 – 2 Erwin Stein (72) 7 – 3 Erwin Stein (75) | |                                    | Așezarea echipelor Real Madrid CF versus SG Eintracht Frankfurt von 1899 eV |
| Finala | | |                                    |                                                                             |
| 18 mai 1960, ora 19:00 la Glasgow (Hampden Park) | | |                                    |                                                                             |
| Scor: 7 – 3 (2 – 1) | | |                                    |                                                                             |
| Spectatori: 127.621 | | |                                    |                                                                             |
| Arbitru: John Mowat, Scoția | | |                                    |                                                                             |
| Detalii | | |                                    |                                                                             |

## Golgheteri
12 goluri
- Ferenc Puskas (Real Madrid CF)

8 goluri
- Alfredo di Stéfano (Real Madrid CF)

6 goluri
- László Kubala (FC Barcelona)